# Barbil
Barbil ist eine Kleinstadt im indischen Bundesstaat Odisha.
Die Stadt ist Teil des Distrikts Kendujhar. Barbil hat den Status einer Municipality. Die Stadt ist in 14 Wards gegliedert. Sie hatte am Stichtag der Volkszählung 2011 insgesamt 66.540 Einwohner, von denen 34.938 Männer und 31.602 Frauen waren. Hindus bilden mit einem Anteil von ca. 84 % die größte Gruppe der Bevölkerung in der Stadt gefolgt von Muslimen mit ca. 10 % und Christen mit ca. 3 %. Die Alphabetisierungsrate lag 2011 bei 72,18 %.
Die Region um Barbil hat eine der weltweit größten Lagerstätten für Eisenerz und Manganerz. Es ist eine wichtige Einnahmequelle sowohl für die Zentralregierung als auch für die Landesregierung. Barbil ist eine Industriestadt mit einer Reihe von Stahlwerken, Erzbrechern und Bergwerken.
Die Stadt ist durch einen Bahnhof mit dem nationalen Schienennetz verbunden.

## Transport
Der Bahnhof Barbil unter der Division Chakradharpur befindet sich auf einer Nebenstrecke im Abschnitt Tatanagar-Bilaspur der Strecke Howrah-Nagpur-Mumbai, die die Hauptstrecke am Bahnhof Rajkharshavan verbindet, der etwa 100 km von Barbil entfernt liegt. 
Barbil ist mit dem Zug mit Howrah, Kolkata, Bhubaneshwar, Puri und Tatanagar Jamshedpur verbunden. Jan Shatabdi Express fährt von Howrah nach Barbil und ein Personenzug von Tatanagar nach Barbil.
Barbil ist auch mit Bhubaneshwar & Puri durch einen täglich verkehrenden Intercity Express verbunden. Barbil-Chakradharpur Intercity Express (Täglich) über Dongoaposi, Jhinkpani Chaibasa in Chakradharpur kann man die Reise nach Rourkela oder sogar Sambalpur Vizag Chennai Alleppy usw. nach Süden und Bilaspur Nagpur Mumbai nach Westen und auch über Keonjhar Kendujhar verlängern.
Barbil ist auch über die Straße mit Kolkata, Kendujhar und Bhubaneshwar verbunden. Vor Januar 2008 gab es einen Flugdienst von Barbil. Internationale und lokale Flüge können jedoch über den Flughafen Netaji Subhas (Dum Dum, Kolkata) und auch vom Flughafen Biju Patnaik Bhubaneshwar verbunden werden. Die Landebahn in Barbil (Tonto) kann für Privat- und Charterflüge genutzt werden.
Barbil verfügt über mehrere Hotels, darunter das Padma Inn, das Hotel Prateek, das Hotel Smita, das Lucky India, das Aadhar Hotel, das Hotel Karrow, das Hotel Indrapuri und The World Pinaca.